# Juliet Anderson
Juliet Anderson (nascida Judith Carr), conhecida também como Aunt Peg, (Burbank, 23 de julho de 1938 – Berkeley, 11 de janeiro de 2010) foi uma produtora e atriz pornográfica norte-americana.

## Prêmios e indicações
- AVN Award: Hall da Fama[3]
- XRCO: Hall da Fama[4]